# Georgijewskoje (Kaliningrad)
Georgijewskoje (russisch Георгиевское, deutsch Konradshorst) ist ein Ort in der russischen Oblast Kaliningrad. Er gehört zur kommunalen Selbstverwaltungseinheit Stadtkreis Gurjewsk im Rajon Gurjewsk.

## Geographische Lage
Georgijewskoje liegt 15 Kilometer nordöstlich von Kaliningrad (Königsberg) an der Kommunalstraße 27K-053 von Gurjewsk nach Kaschirskoje (Schaaksvitte) am Kurischen Haff. Im Ort endet die Kommunalstraße 27K-080 von  Sokolowka (Damerau). Bis 1945 war Powarben (heute russisch: Stepnoje) die nächste Bahnstation an der Bahnstrecke Prawten–Schaaksvitte (Lomonossowo–Kaschirskoje) der Königsberger Kleinbahn, die nicht mehr in Betrieb ist.

## Geschichte
Das vor 1946 Konradshorst genannte Gutsdorf bestand zunächst nur als Vorwerk Trömpau. Erst am 17. September 1905 wurden 2295.1190 Hektar aus dem Gutsbezirk Trömpau (heute russisch: Lasowskoje) als Gutsbezirk Konradshorst herausgebildet und in den Amtsbezirk Powarben (russisch: Stepnoje) eingegliedert. Dieser gehörte zum Landkreis Königsberg (Preußen) im Regierungsbezirk Königsberg der preußischen Provinz Ostpreußen. 
Am 1. Dezember 1910 wurden in Konradshorst 30 Einwohner registriert. Am 30. September 1928 verlor Konradshorst seine Eigenständigkeit wieder, indem es sich mit Krumteich (russisch: Selenopolje), Sallecken (Lessossekowo) und Trömpau (Lasowskoje) zur neuen Landgemeinde Trömpau zusammenschloss.
Als Folge des Zweiten Weltkrieges kam Konradshorst mit dem nördlichen Ostpreußen zur Sowjetunion. Im Jahr 1947 erhielt der Ort die russische Bezeichnung Georgijewskoje und wurde gleichzeitig dem Dorfsowjet Kosmodemjanski selski Sowet im Rajon Gurjewsk zugeordnet. Später gelangte der Ort in den Marschalski selski Sowet. Von 2008 bis 2013 gehörte Georgijewskoje zur Landgemeinde Chrabrowskoje selskoje posselenije und seither zum Stadtkreis Gurjewsk.

## Kirche
Die fast ausnahmslos evangelische Bevölkerung von Konradshorst war bis 1945 in das Kirchspiel Schaaken mit Pfarrsitz in Kirche Schaaken (heute russisch: Schemtschuschnoje) eingepfarrt. Es gehörte zum Kirchenkreis Königsberg-Land II innerhalb der Kirchenprovinz Ostpreußen der Kirche der Altpreußischen Union. Georgijewskoje liegt heute im Einzugsbereich der evangelisch-lutherischen Gemeinde in Marschalskoje (Gallgarben), die einer Filialgemeinde der Auferstehungskirche in Kaliningrad (Königsberg) ist und zur Propstei Kaliningrad der Evangelisch-lutherischen Kirche Europäisches Russland (ELKER) gehört.